# Prezzo trasparente
Il prezzo trasparente è un cavallo di battaglia del commercio equo-solidale, che intende dimostrare come questa particolare pratica commerciale possa ripercuotersi sul prezzo finale pagato dal consumatore.

## Caratteristiche
Solitamente si cerca di distinguere le seguenti componenti:
- prezzo percepito direttamente dai produttori interessati dal progetto sostenuto
- ulteriori costi sostenuti nel paese di produzione (trasporti fino al porto, spese portuali, tasse, ecc.)
- costi di trasporto fino al paese importatore
- dazi doganali percepiti dal paese importatore
- costi legati alla trasformazione del prodotto grezzo (torrefazione, cioccolatai, biscottifici, ecc)
- costi legati all'attività dell'importatore (seguire i progetti, attività amministrativa, logistica, coordinamento, eventuali costi legati alla certificazione, ecc.)
- margine commerciale del dettagliante (necessario per pagare le spese dei locali adibiti a negozio e il poco personale retribuito impiegato)
- tasse e imposte (tipicamente l'IVA)

In questo modo si cerca da un lato di giustificare il prezzo solitamente più elevato dei prodotti normali e dall'altro si mette in evidenza il fatto che aumentare il prezzo pagato direttamente ai produttori non incide se non in misura marginale sul prezzo pagato dal consumatore.
Ha come obiettivo pure quello di sensibilizzare il consumatore
alle diverse componenti presenti nel commercio internazionale
in parte imposte dagli stessi paesi consumatori
per proteggere il proprio mercato (tipicamente i dazi)
a scapito delle economie svantaggiate.

## Qualche esempio
Fonte per gli esempi che seguono sono: Altromercato e Commercio alternativo. Gli esempio sono realistici ma non corrispondono a nessun caso reale.

### Caffè
| Voce (1 pacchetto da 250 g)            | Importo (Euro) | % prezzo finale |
| -------------------------------------- | -------------- | --------------- |
| Prezzo pagato ai produttori            | 0,90           | 36              |
| Trasporto, dazio, sdoganamento (ca.7%) | 0,05           | 2               |
| Torrefazione e imballaggio             | 0,25           | 10              |
| Centrale d'importazione                | 0,40           | 16              |
| - certificazione (ca.3%)               | 0,03           | 1               |
| - prefinanziamento                     | 0,05           | 2               |
| - margine commerciale                  | 0,30           | 12              |
| Margine dettagliante (ca.25%)          | 0,50           | 20              |
| IVA (20%)                              | 0,40           | 16              |
| Prezzo finale                          | 2,50           | 100             |

Questo vuol dire che:
- aumentando/riducendo del 10% il prezzo ai produttori, il prezzo finale aumenta/cala di circa 6% (15 centesimi a pacchetto)
- riducendo/aumentando del 10% i margini commerciali dell'importatore e del dettagliante, il prezzo finale cala/aumenta di circa 4% (10 centesimi a pacchetto)
- se l'Euro si rivaluta/svaluta del 10% rispetto al Dollaro, allora il prezzo finale cala/aumenta di circa 7% (17 ¢)

### Zucchero di canna
| Voce (1000 g)                  | Importo (Euro) | % prezzo finale |
| ------------------------------ | -------------- | --------------- |
| Prezzo pagato ai produttori    | 0,90           | 30              |
| Trasporto, dazio, sdoganamento | 0,55           | 18              |
| - dazio                        | 0,40           | 13              |
| Centrale d'importazione        | 0,48           | 16              |
| - certificazione (ca.3%)       | 0,02           | 1               |
| - prefinanziamento             | 0,06           | 2               |
| - margine commerciale          | 0,40           | 13              |
| Margine dettagliante           | 0,80           | 26              |
| IVA (10%)                      | 0,27           | 9               |
| Prezzo finale                  | 3,00           | 100             |

Questo vuol dire che:
- aumentando/riducendo del 10% il prezzo ai produttori, il prezzo finale aumenta/cala di circa 5% (16 centesimi al chilo)
- riducendo/aumentando del 10% i margini commerciali dell'importatore e del dettagliante, il prezzo finale cala/aumenta di circa 4% (13 centesimi a pacchetto)
- se l'Euro si rivaluta/svaluta del 10% rispetto al Dollaro, allora il prezzo finale cala/aumenta di circa 5% (16 ¢)
- dimezzando il dazio, il prezzo finale cala di circa10% (32 ¢)